# René Friedl
René Friedl (Friedrichroda, 17 luglio 1967) è un ex slittinista tedesco.
Prima della riunificazione della Germania (1990), ha gareggiato per la nazionale tedesca orientale di slittino.

## Biografia
Iniziò a gareggiare per la nazionale tedesca orientale nelle varie categorie giovanili nella specialità del singolo, non ottenendo però risultati di rilievo.
Esordì in Coppa del Mondo nella stagione 1985/86, conquistò il primo podio, nonché la prima vittoria, il 18 gennaio 1987 nel singolo ad Oberhof. In classifica generale si è piazzato al secondo posto nel singolo nel 1986/87.
Prese parte ad una edizione dei Giochi olimpici invernali: ad Albertville 1992 dove si piazzò all'ottavo posto nel singolo.
Ai campionati mondiali ottenne una medaglia d'oro ed una d'argento, entrambe nella gara a squadre, rispettivamente a Calgary 1993 ed a Winterberg 1989. Nelle rassegne continentali vinse tre titoli continentali, uno nel singolo a Winterberg 1992 e due nella gara a squadre, nella stessa edizione di Winterberg ed in quella precedente ad Igls, oltre ad una medaglia d'argento sempre nella gara a squadre a Schönau am Königssee 1994.
Si ritirò dall'attività agonistica al termine della stagione 1993/94, dopo aver mancato la qualificazione ai Giochi di Lillehammer 1994, divenendo allenatore di slittino. Dal 2005 è stato nominato capo allenatore della nazionale austriaca, incarico che ricopre ancora oggi

## Palmarès

### Mondiali
- 2 medaglie:
  - 1 oro (gara a squadre a Calgary 1993);
  - 1 argento (gara a squadre a Winterberg 1989).

### Europei
- 4 medaglie:
  - 3 ori (gara a squadre ad Igls 1990; singolo, gara a squadre a Winterberg 1992);
  - 1 argento (gara a squadre a Schönau am Königssee 1994).

### Coppa del Mondo
- Miglior piazzamento in classifica generale nel singolo: 2° nel 1986/87.
- 8 podi (tutti nel singolo):
  - 3 vittorie;
  - 2 secondi posti;
  - 3 terzi posti.

#### Coppa del Mondo - vittorie
| Data             | Luogo   | Paese        | Disciplina |
| ---------------- | ------- | ------------ | ---------- |
| 18 gennaio 1987  | Oberhof | Germania Est | Singolo    |
| 22 febbraio 1987 | Calgary | Canada       | Singolo    |
| 7 gennaio 1990   | Oberhof | Germania Est | Singolo    |